# 東京ソイルリサーチ
株式会社東京ソイルリサーチ（英:TOKYO SOIL RESEARCH CO.,LTD.）は、東京都目黒区に本社を置く建設コンサルタント会社。地質調査に強みを持ち、2018年時点では、業界3位の売上高を誇る。